# Святец (Хмельницкая область)
Святец (укр. Святець) — село в Теофипольском районе Хмельницкой области Украины.
Население по переписи 2001 года составляло 2284 человека. Почтовый индекс — 30613. Телефонный код — 3844. Код КОАТУУ — 6824784001.

## История
В 1959 году указом ПВС УССР село Святец переименовано в Мануильское, в честь советский и украинский политический деятель Д. З. Мануильского.
В 1991 году селу Мануильское возвращено историческое название Святец.

## Местный совет
30613, Хмельницкая обл., Теофипольский р-н, с. Святец, ул. Ленина, 70, тел. 9-43-48; 9-43-62